# População (biologia)
O conceito geral de população, dentro da biologia, pode ser definido pelo conjunto de indivíduos de uma mesma espécie que ocorrem em uma mesma área e reproduzem entre si, compartilhando o mesmo pool genético e assegurando uma identidade ao longo do tempo. Na prática, temos, então, que uma população é dada por um grupo de seres vivos da mesma espécie que vivem próximos uns dos outros, têm a possibilidade de se cruzar (trocando genes entre si), e mantém certas características em comum geração após geração (tome como exemplo o número de gambás de uma espécie, machos e fêmeas, em um parque urbano).
A escala da área em que uma população vive pode ser variável – é possível falar da população de gambás de um parque urbano, de uma cidade ou, ainda, da população brasileira de gambás. Mesmo com essas diferenças de escala, porém, os indivíduos de uma população sempre compartilharão certos fatores ambientais. Uma mesma espécie de gambá que vive em áreas urbanas do Sudeste e do Nordeste do Brasil enfrenta ambientes diferentes, mas, apesar dessas variações, todos precisam encontrar alimento, abrigo e lidar com predadores. Isso mostra que, em qualquer escala – local ou nacional –, existem elementos comuns do ambiente que afetam todos os indivíduos de uma população. Esses fatores, por sua vez, influenciam o comportamento, a distribuição e a adaptação (evolução) da população ao longo do tempo. É importante lembrar que a evolução não ocorre nos indivíduos isoladamente, mas sim nas populações, à medida que determinadas características se tornam mais comuns entre seus integrantes.

## História da origem do termo/etimologia
A palavra população, do latim “popuatio” (povo), surgiu inicialmente em contextos demográficos e socioeconômicos para representar a população humana – muito antes de sua adoção formal pela Ecologia. Foi a partir daí que diversos pesquisadores desenvolveram o termo, até que ele se consolidasse como conhecemos atualmente.

### Linha do tempo:
Século XVIII – Século XIX: Uso no contexto de demografia, criação de termos relacionados na biologia evolutiva
- O trabalho “Ensaio sobre o Princípio da População” (1798), de Thomas Malthus (demógrafo conhecido por desenvolver questões relevantes acerca do crescimento populacional) apesar de lidar somente com temas que circundam a população humana[4], representou uma grande inspiração para Charles Darwin, que teve contato com suas obras.[5]

- Ao desenvolver sua obra mais famosa, “A Origem das Espécies” (1859), Darwin faz uso dos termos “espécie” e “grupos de espécies”[6], ainda sem uma citação explícita dos termos atualmente utilizados na ecologia. Embora Darwin não tenha usado o termo "população", ele dependia da existência de variação entre indivíduos em um grupo para que a seleção natural ocorresse, o que foi importante para o conceito de população como unidade de variação biológica.

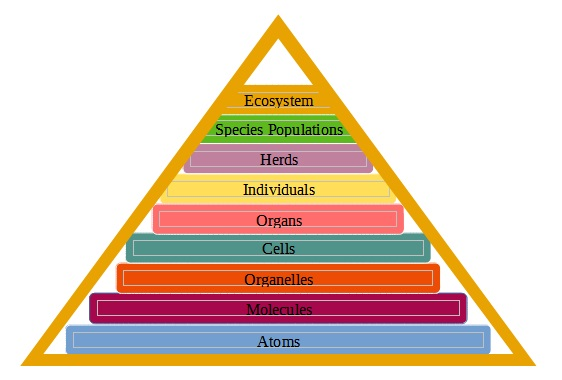
Níveis de organização biológica: ecossistema, populações, rebanhos, indivíduos, órgãos, células, organelas, moléculas e átomos

Século XX: Inicialmente utilizado de forma não técnica, e aplicado formalmente à Ecologia especialmente entre as décadas de 1920 e 1950, com o avanço da genética de populações e da ecologia matemática.
- O matemático Alfred Lotka, em seu livro Elements of Physical Biology (1925) se refere a “populações aquáticas”, “populações de organismos”, e até “populações biológicas” de forma ampla, sem restringir o termo ao conceito anterior de populações humanas ou ao termo moderno de mesma espécie.[7] Isso ocorre já que o conceito de população como unidade intraespecífica ainda não havia sido consolidado; ou seja, ainda não existia uma padronização terminológica para os níveis biológicos.

- O Neodarwinismo, também conhecido como a Teoria Sintética da Evolução, unificou a teoria da seleção natural de Darwin com os conhecimentos da genética, especialmente a genética populacional. Desenvolvida entre as décadas de 1920 e 1950, essa teoria explica como a variabilidade genética dentro de uma população, gerada por mutações e recombinações, é o material sobre o qual a seleção natural atua.[8]
- Em “Fundamentos da Ecologia” (1971), Eugene Odum já descreve os conceitos de organização biológica em genes – células – órgãos – organismo – população – comunidade, e refere-se ao termo “população” como descrevendo um grupo de indivíduos de mesma espécie em uma área – o que foi fundamental para a construção e consolidação do termo como é utilizado atualmente.[9] Os níveis de organização biológica, por sua vez, também sofreram influência de diversos pesquisadores até se tornarem os termos que conhecemos hoje.[10]

Hoje: Refere-se a um grupo de indivíduos da mesma espécie em uma área específica, como já citado, e é um termo base para estudos de dinâmica populacional, conservação, manejo de espécies e muito mais.

## Movimentos Populacionais
Os organismos que habitam a natureza se encontram nesse espaço porque se deslocaram até ele, isso vale desde as espécies reconhecidas por seu modo de vida fixo até aquelas que se destacam por sua energia e dinamismo. As maneiras de locomoção variam desde o deslocamento passivo, que afeta, por exemplo, as sementes de várias plantas, até as ações intencionais dos animais que se movimentam por conta própria.
Os deslocamentos de cada indivíduo representam uma reação instantânea ou gradual em relação ao arranjo dos recursos. Percebem-se os efeitos nas áreas de habitação e nas distribuições das espécies. É útil categorizar esses deslocamentos em três etapas: a fase inicial (saída), o ato de movimentação e a chegada, ou, alternativamente: emigração, transferência e imigração.

### Dispersão:
É o ato de indivíduos se moverem para longe de seus similares, existem alguns tipos de dispersão sendo os principais:
- Dispersão ao acaso: ocorre quando a probabilidade de um organismo estar em qualquer posição no espaço é igual, sem levar em consideração a localização de outros organismos. Como resultado, a distribuição dos indivíduos fica desigual devido a ocorrências aleatórias.
- Dispersão regular (uniforme; constante ou sobredispersão): acontece quando um organismo procura evitar a proximidade de outros semelhantes, ou quando indivíduos muito próximos acabam morrendo. Assim, a distribuição dos indivíduos tende a ser mais equilibrada do que o que seria esperado pelo acaso.
- Dispersão agregada (contagiosa; agrupada ou subdispersão): acontece quando os organismos são atraídos para áreas específicas do ambiente, ou quando a presença de um indivíduo aumenta a probabilidade de outro se estabelecer nas proximidades. O resultado disso é que os indivíduos se encontram mais próximos entre si do que seria esperado aleatoriamente.

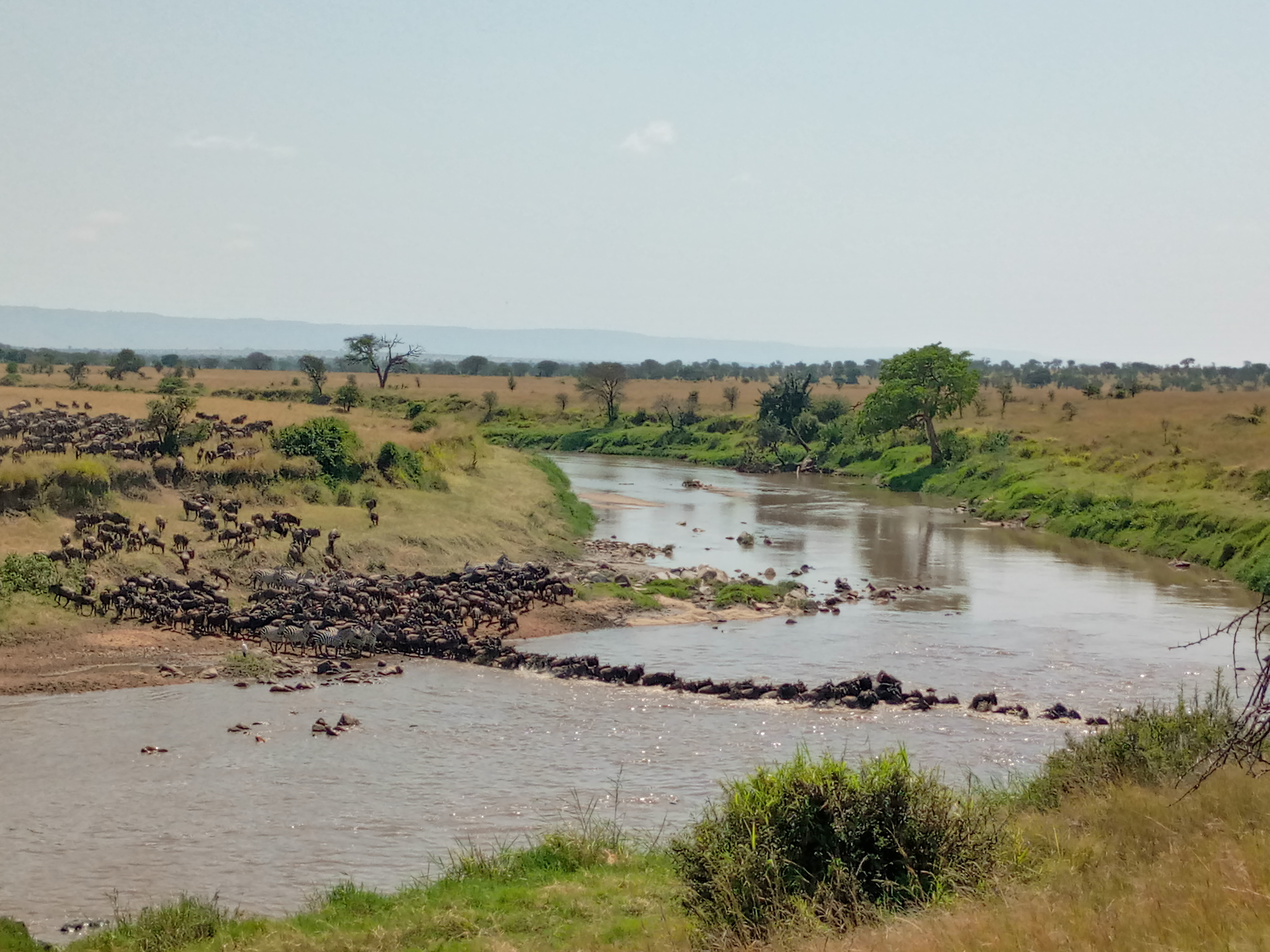
Migração de zebras e gazelas

### Migração:
Refere-se ao movimento, frequentemente intencional, de organismos, seja individualmente ou em grupos, de um lugar de origem para um destino final, geralmente previamente definido. A maioria dos processos migratórios são sazonais, tendo, principalmente, fatores externos como gatilho. Por exemplo, a alteração da duração do dia e na temperatura do ar, são capazes de desencadear mudanças hormonais nos organismos, estimulando-os a se deslocarem. Essa característica pode ser considerada uma estratégia evolutiva de sobrevivência a ambientes que apresentam grandes variações periódicas ao longo do ano.

### Métodos de rastreamento de indivíduos:
Os métodos de rastreamento e identificação de indivíduos tem se tornado cade vez melhores com os avanços tecnológicos. Permitindo um maior conhecimento dos processos migratórios. Armadilhas fotográficas com capacidade de fotoidentificação possibilitam o catalogo de animais sem a sua captura. E quando necessário a apreensão momentânea para marcação dos organismos, técnicas menos invasivas tem sido desenvolvidas como as etiquetas eletrônicas, que também indicam a localização geográfica desses animais.

## Metapopulações
Metapopulações consiste em um complexo de subpopulações, em que cada uma vive em uma porção habitável da paisagem, em isolamento, sob o conceito básico de uma população.

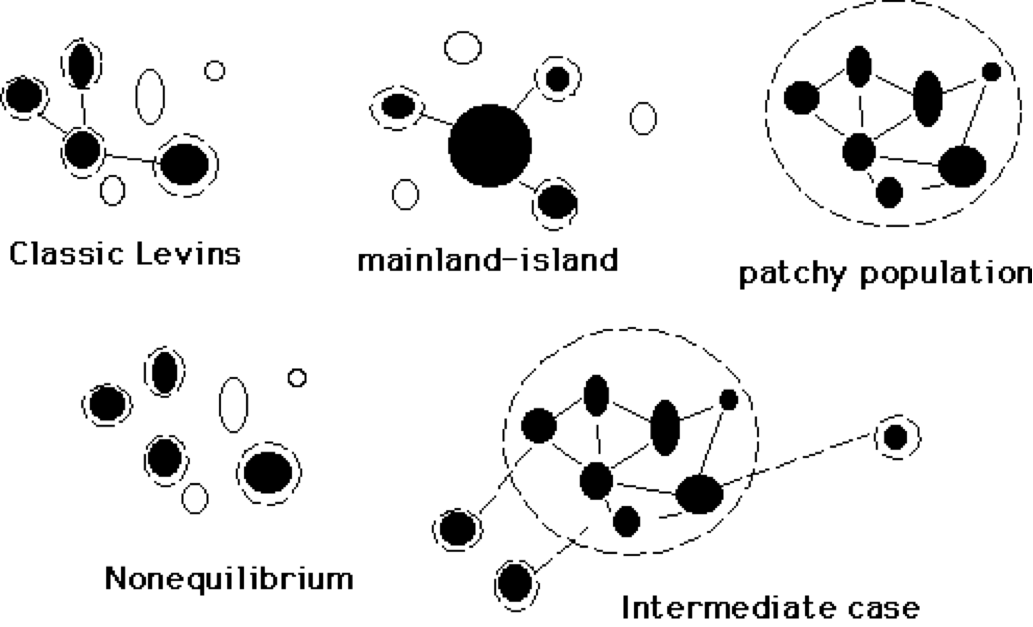
Tipos de metapopulações

Conforme a noção “clássica”, todos os subgrupos têm oportunidades semelhantes de desaparecimento. No entanto, em metapopulações do tipo continente-ilha, existem diferenças marcantes na dimensão das porções. Nelas, distingue-se entre “fontes” (fragmentos que doam) e “drenos” (fragmentos que recebem), onde, respectivamente, as taxas de nascimento superam as de morte e vice-versa. Assim, as populações-fonte sustentam as populações-dreno. Para que a metapopulação se mantenha, é essencial, além do equilíbrio entre a extinção e a recolonização, o balanceamento entre fontes e drenos.

### Dinâmica de metapopulações:
É influenciada sobretudo pela frequência com que subpopulações desaparecem (são extintas) e pela velocidade com que novas subpopulações são formadas (colonização) através da dispersão em áreas habitáveis que ainda não estão ocupadas.

#### Modelagem de Metapopulações:
Foram criados diversos esquemas para descrever a dispersão entre subpopulações, contudo eles revolvem entre dois princípios. O primeiro é uma abordagem “espacialmente implícita” que consiste na dispersão ao acaso de indivíduos pelos fragmentos habitáveis. De modo que, esses modelos não definam uma localização específica para esses locais. Onde, todos são igualmente capazes de receber e perder organismos, mas são equidistantes entre si.
O segundo baseia se em “modelos espacialmente explícitos” aqui a distância entre fragmentos variam igualmente a possibilidade de troca de indivíduos entre eles. Assim, é provável que a dispersão ocorra entre locais “vizinhos” às regiões mais distantes onde as subpopulações tem pior acesso.

## Dinâmicas de população
A dinâmica populacional é o ramo da ecologia que estuda as variações no tamanho, estrutura e distribuição das populações ao longo do tempo, considerando fatores como taxas de natalidade, mortalidade, imigração e emigração. Esses processos determinam o crescimento ou declínio de uma população e estão diretamente influenciados pelas condições ambientais e pelas interações entre os organismos.
O crescimento ocorre em seis fases: a fase lenta (ou de latência), o crescimento é lento devido à baixa densidade populacional, o que dificulta os encontros reprodutivos, há pouca competição, predação e doenças; a fase exponencial, a taxa de natalidade supera a de mortalidade. Os recursos são abundantes e a competição ainda é insignificante, permitindo um rápido aumento populacional; a fase de crescimento linear, a taxa de natalidade e mortalidade aumentam de forma equilibrada, resultando em um crescimento constante da população; a fase de desaceleração, a população se aproxima da capacidade de suporte. A competição e a predação aumentam, desacelerando o crescimento;  fase de equilíbrio dinâmico, a população atinge o equilíbrio dinâmico em torno da capacidade de suporte, com natalidade e mortalidade se compensando. Oscilações naturais podem ocorrer por fatores externos como clima ou sazonalidade; e a fase de declínio (morte), a taxa de mortalidade supera a natalidade. Mudanças ambientais, escassez de recursos ou aumento de predadores podem levar à redução populacional, ou até à extinção.
Existem dois tipos principais de crescimento populacional: o crescimento exponencial, que ocorre quando os recursos são abundantes e não há limitações significativas, levando a um aumento acelerado da população, e o crescimento logístico, que leva em conta os limites ambientais, como a disponibilidade de alimento e espaço, e faz com que o crescimento desacelere à medida que a população se aproxima da capacidade de suporte do ambiente. Esses modelos ajudam a entender a dinâmica de espécies na natureza e são essenciais para a conservação, manejo de recursos e planejamento ambiental.

## Curvas de sobrevivência
As curvas de sobrevivência são representações gráficas que mostram como a probabilidade de um indivíduo permanecer vivo varia ao longo do tempo, sendo fundamentais em ecologia e bioestatística para entender padrões de mortalidade, longevidade e estratégias de vida das espécies em populações.

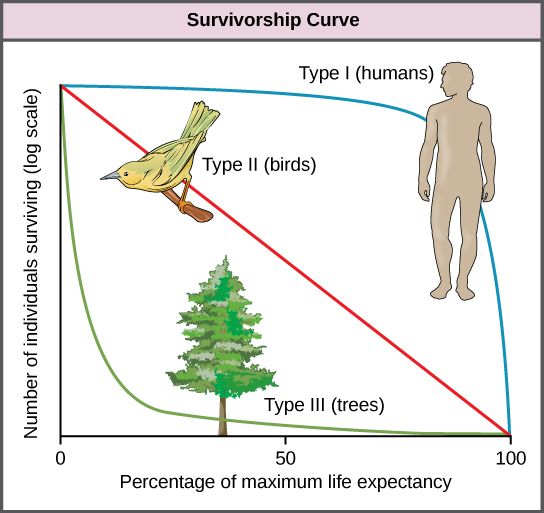
Gráfico dos tipos de curva de sobrevivência

A curva de sobrevivência mostra a fração de indivíduos que ainda estão vivos em cada ponto do tempo (idade ou estágio de vida). Ela é construída a partir de uma função S(t), em que S(t) é a probabilidade de um indivíduo sobreviver até o tempo “t”, além de variar de 1(todos seres vivos no início) até 0 (todos mortos no fim da vida).
Existem três tipos clássicos: tipo I, com baixa mortalidade inicial e aumento na velhice (ex: grandes mamíferos); tipo II, com mortalidade constante ao longo da vida (ex: aves); e tipo III, com alta mortalidade nos estágios iniciais e maior sobrevivência dos indivíduos remanescentes (ex: peixes e plantas que produzem muitas sementes).
O estudo dessas curvas permite:
- Identificar estágios vulneráveis do ciclo de vida (ex: alta taxa de mortalidade juvenil.)
- Inferir estratégias reprodutivas
- Projetar modelos de dinâmica populacional
- Informar práticas de conservação e manejo

## Controle populacional de cima para baixo e de baixo para cima
Animais herbívoros, tanto grandes mamíferos quanto pequenos insetos fitófagos, possuem uma alta capacidade de consumir plantas e acabar com ecossistemas. Porém, em ecossistemas equilibrados isso não ocorre, mantendo um nível vegetal elevado em muitos deles, levando a gerar dúvidas nos ecólogos sobre os fatores que controlam o crescimento populacional desses herbívoros. Hairston et al. (1960) propôs que os inimigos naturais desses animais seriam responsáveis por controlar suas populações a densidades inferiores às necessárias para esgotar com a disponibilidade das plantas. Atualmente, sabe-se que esse controle ocorre tanto dos níveis tróficos mais altos para os mais baixos quanto dos níveis tróficos mais baixos para os mais altos, além de ser um sistema multidirecional, não apenas vertical, em que populações de mesmo nível trófico controlam as densidades entre si, de forma horizontal. Esse modelo de controle, entretanto, é alterado por diversos fatores, como espaço, que afetam a capacidade dos níveis tróficos alterarem e controlarem outros níveis tróficos.

Diagrama de cascata trófica

### Controle de cima para baixo:
No controle de cima para baixo as populações de níveis tróficos maiores mantêm as populações dos níveis tróficos inferiores, como os produtores primários, estáveis ao predar os animais de níveis tróficos intermediários. Assim, os predadores carnívoros, por exemplo, garantem a manutenção das populações de plantas  ao limitarem a densidade das populações de herbívoros, impedindo-os de consumirem todas as plantas do ecossistema .

### Controle de baixo para cima:
No controle de baixo para cima a densidade populacional das espécies do nível mais baixo, os produtores primários, mantêm estáveis as populações dos níveis mais altos. Dessa forma, populações pequenas de produtores primários, como plantas, algas e fitoplânctons, limitaram os recursos dos consumidores primários, delimitando o crescimento populacional, o que será propagado para os níveis tróficos acima.